# Wapen van Griekenland
Het wapen van Griekenland (Grieks: Εθνόσημο της Ελλάδας, Ethnósimo tis Elládas) is aangenomen in 1967, toen Griekenland een republiek werd. Het wapen bestaat uit een blauw schild met daarop een wit kruis; het schild is omringd door laurierbladeren.

## Geschiedenis
Het wapen ontstond nadat Griekenland zich op 1 januari 1822 onafhankelijk had verklaard, krachtens de Grondwet van Epidaurus. Het toenmalige ontwerp was ongeveer hetzelfde als het huidige, maar dan rond van vorm. Daarna is het wapen een aantal maal veranderd, vanwege veranderingen in de regimes.
Tijdens het regime van koning Otto I van Griekenland, die de nieuwe monarch over Griekenland zou worden, stond het kruis op de achtergrond met een schild van Beieren op de voorgrond. Na de afzetting van Otto, werd Griekenland geregeerd door een tak van het Huis Sleeswijk-Holstein-Sonderburg-Glücksburg. Het wapen van deze tak van dit Huis werd een blauw veld, met een wit kruis en een hartschild bestaande uit het wapen van het Huis. Onderaan het wapen stond de spreuk van de Griekse koninklijke familie; Ἰσχύς μου ἡ ἀγάπη τοῦ λαοῦ (Mijn kracht en de liefde des volks).

Koning Otto 1832-1861
Koningshuis van Griekenland 1863-1967